# Portique écotaxe

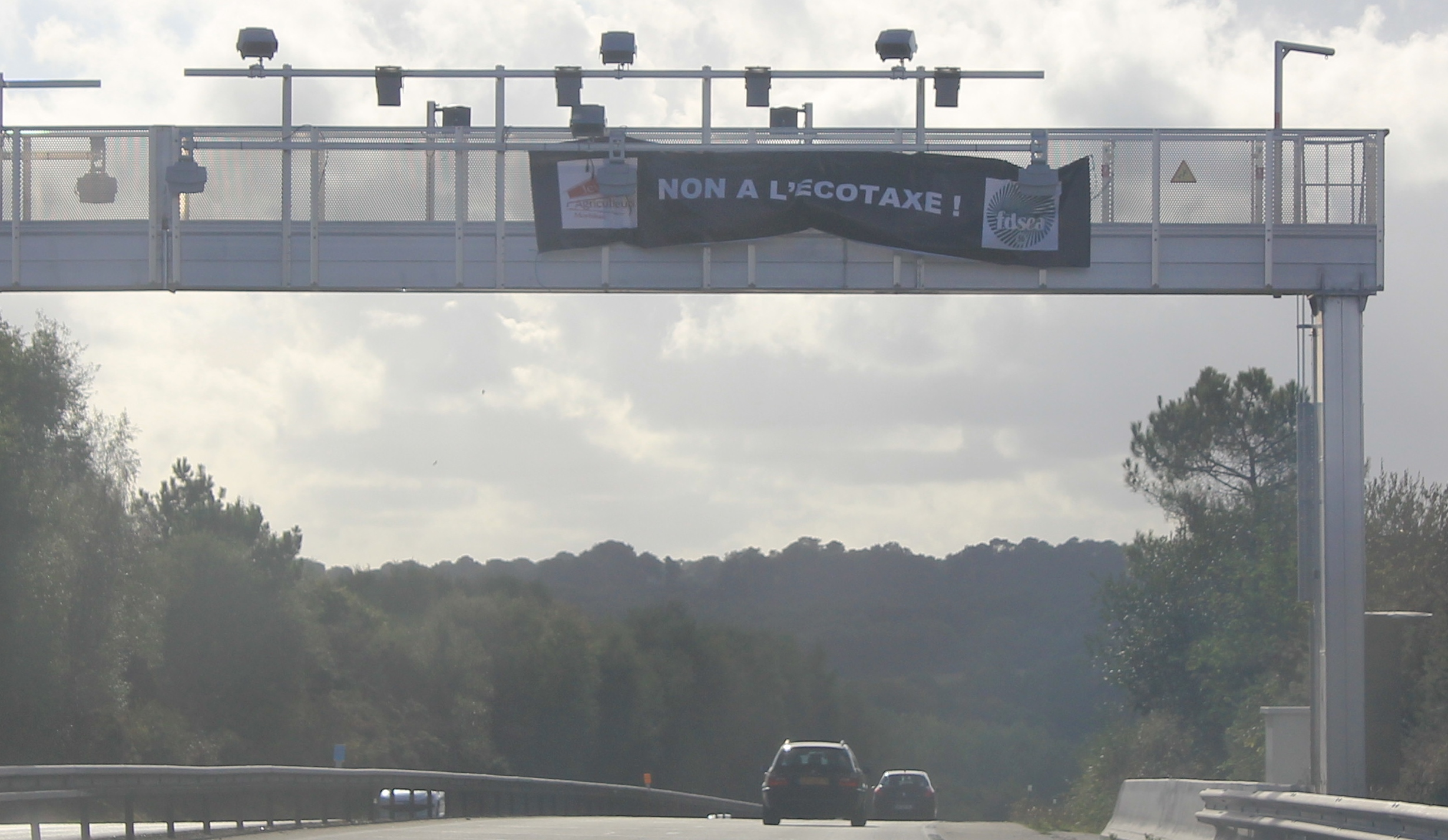
Portique de prélèvement de l'écotaxe portant une bannière d'opposition à sa mise en place à hauteur de Bignan dans le Morbihan.

Un portique à écotaxe (ou simplement portique écotaxe) est un dispositif de contrôle relatif à la perception de la taxe poids lourds (dite « écotaxe ») en France. 

## Description
La taxe poids lourds est une redevance imposée aux poids lourds circulant sur le réseau routier français national et départemental. À compter de la date d'entrée en vigueur de cette nouvelle taxe, chaque poids lourd de plus de 3,5 tonnes devra s’acquitter d'une redevance dont le montant varie en fonction du réseau routier emprunté et de la classe de pollution du véhicule. La perception de cette taxe est effectuée au moyen d'un boitier GPS qui enregistre le trajet effectué par le poids lourd et transmet les données recueillies au service chargé de calculer et de percevoir l'écotaxe.
Les portiques écotaxe sont des dispositifs de contrôle qui permettent d'identifier les poids lourds qui circulent sur le réseau routier et de vérifier que ceux-ci sont bien munis du boitier GPS permettant le calcul de la taxe à percevoir. Chacun de ces portiques est constitué de deux éléments verticaux, de chaque côté de la route, qui soutiennent une partie horizontale, surplombant les voies de circulation et équipée d'appareillages électroniques. Cette partie horizontale est accessible par une passerelle de contrôle.
Chaque portique supporte les éléments électroniques suivants :
- des capteurs lasers permettant d'établir la silhouette du véhicule afin d'en distinguer le type (voiture particulière, moto, camion, etc.) et de déterminer s'il doit s'acquitter de la taxe ;
- des récepteurs radios haute fréquence dialoguant avec le boitier GPS contenu dans les camions. Ce boitier est obligatoire dans les véhicules soumis à la taxe ;
- des caméras permettant de prendre en photo les camions non équipés de boitier, afin de dresser des contraventions.

En complément de ces portiques installés de manière permanente, des bornes mobiles de contrôle peuvent être déployées par les forces de l'ordre afin d'effectuer des contrôles plus ponctuels.

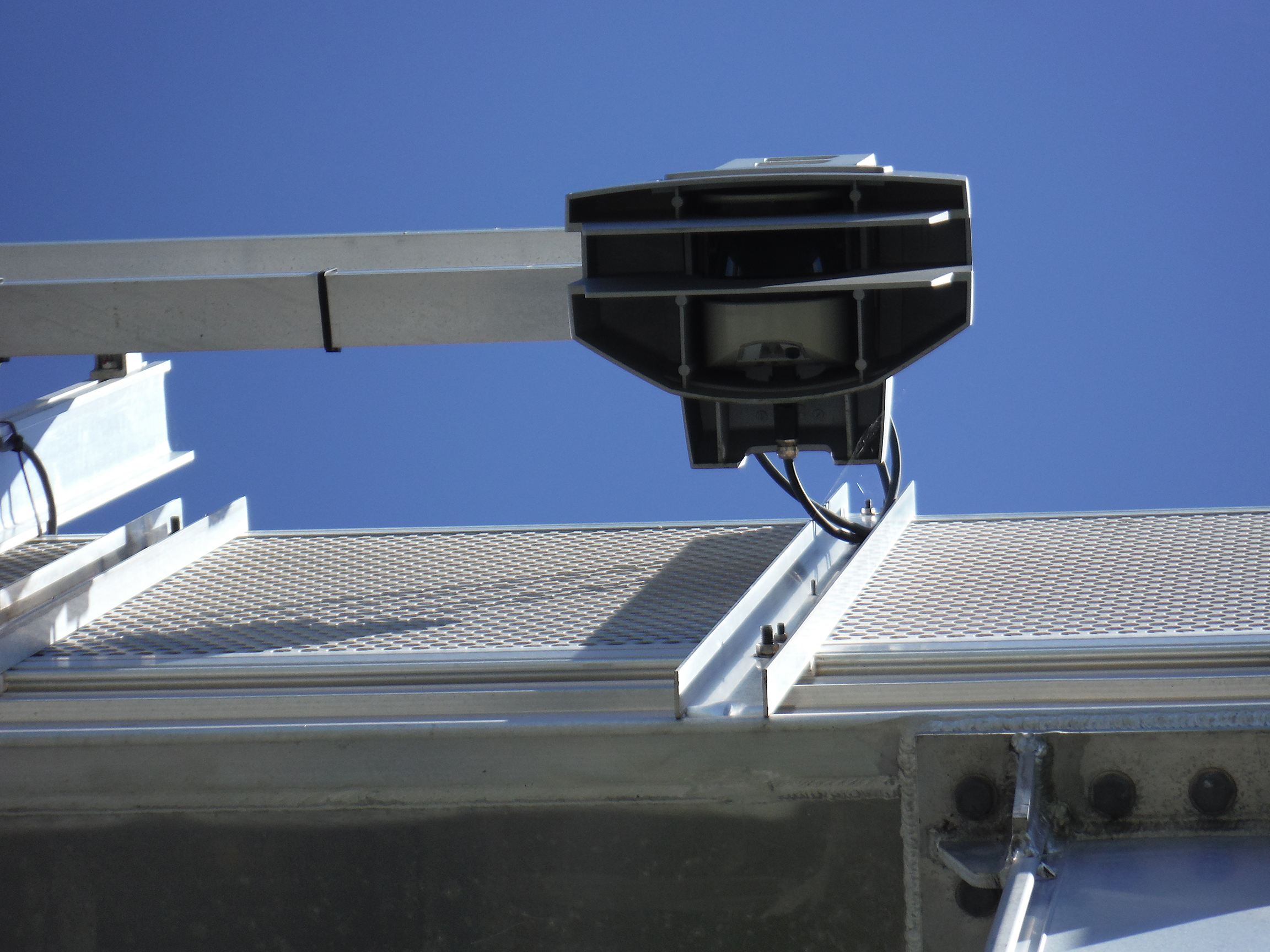
LIDAR
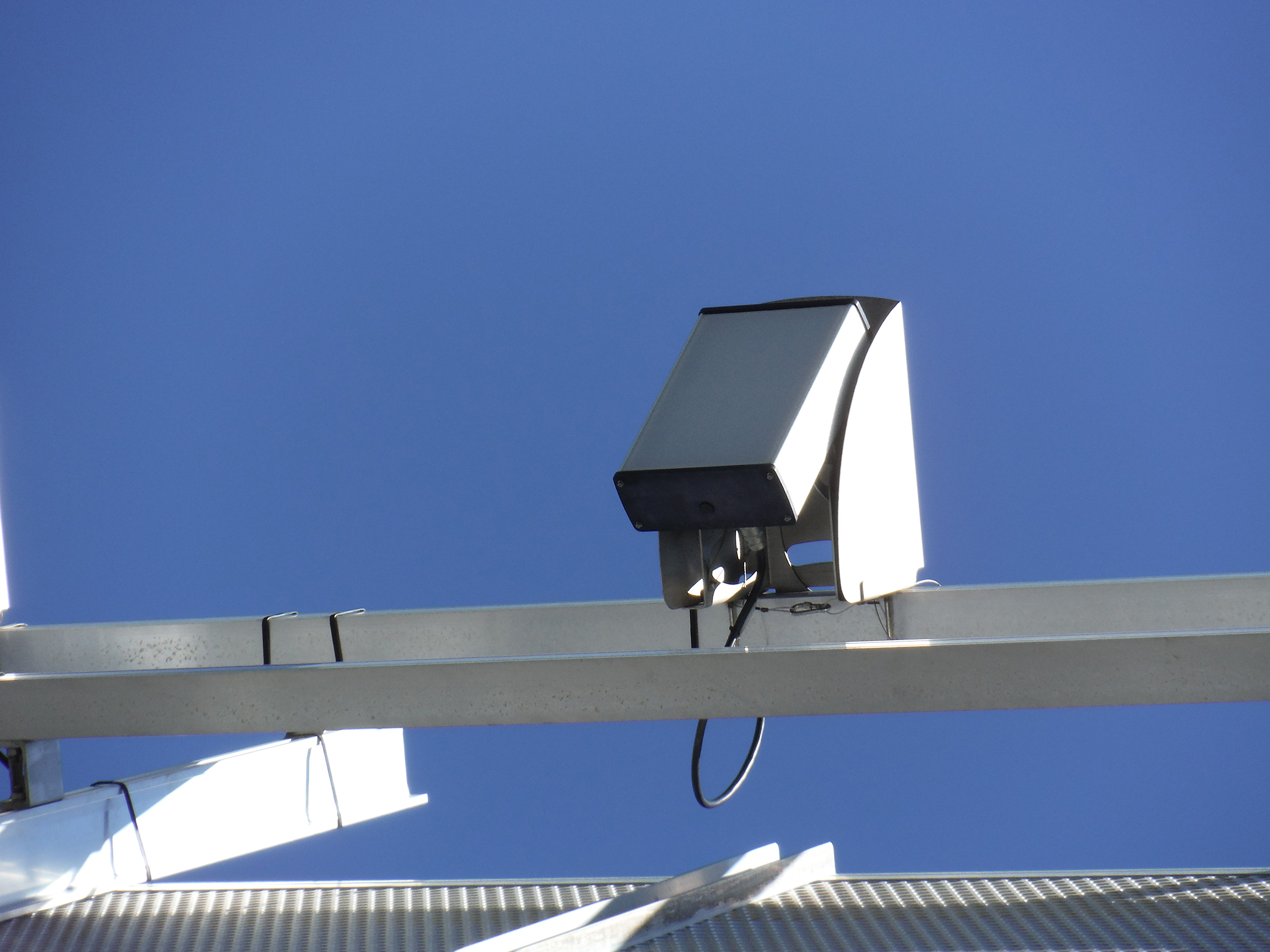
récepteur radio
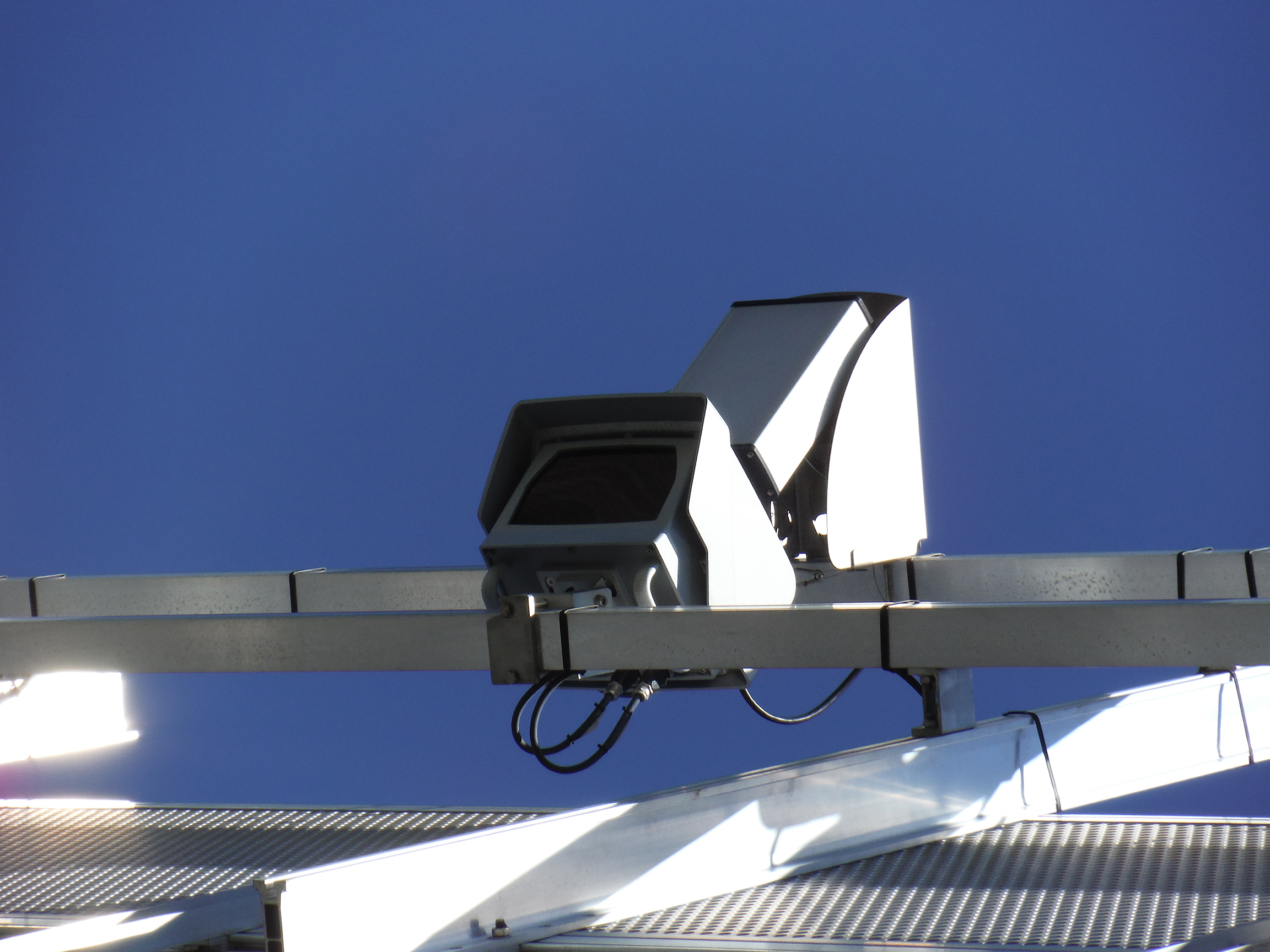
caméra
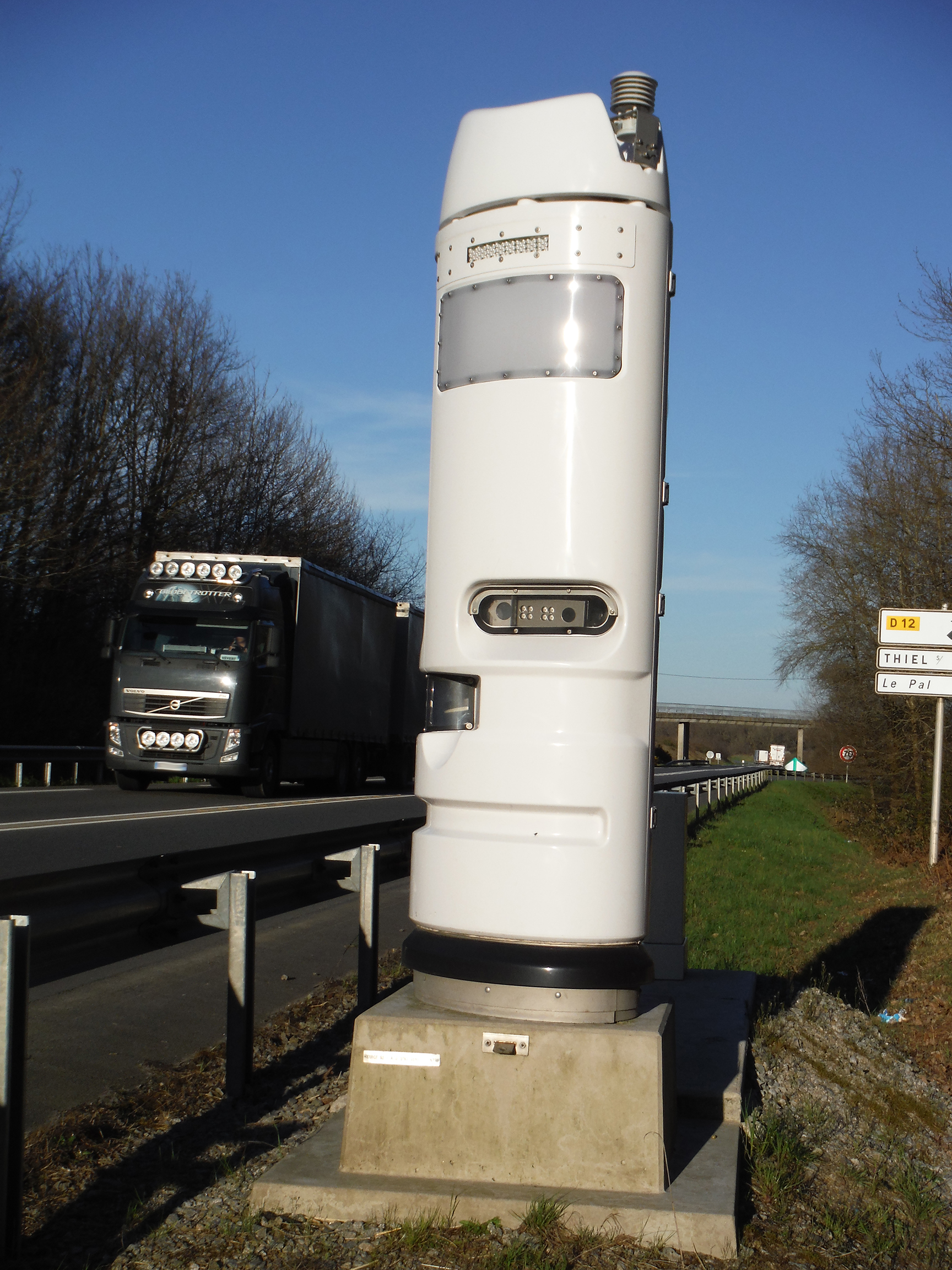
borne

## Installation
L'application de la taxe poids lourds requiert l'installation de 173 portiques sur les routes françaises. La grande majorité d'entre eux (environ 150) sont construits par la société Lacroix Signalisation basée à Saint-Herblain en Loire-Atlantique.
À la fin octobre 2013, la mise en place de cette taxe provoque une vague de protestation en Bretagne. Début novembre, sur les quinze portiques installés dans la région, cinq sont mis hors service. Le portique de Pont-de-Buis est démonté par précaution et quatre sont totalement détruits : à Guiclan en août, Melgven début octobre, Saint-Allouestre le 2 novembre et Lanrodec le lendemain. La protestation continue en Bretagne avec l'incendie et le démontage de portiques peu avant l'été 2014, le portique de Jugon-les-Lacs est vandalisé le 4 juin 2014 et démonté le 5 juin 2014, le portique de Brec'h est vandalisé dans la nuit du 10 juin 2014 au 11 juin 2014 et démonté dans la foulée, portant à 10 le nombre de portails démontés en un an en Bretagne.
En tout, vingt portiques seront vandalisés au point d'être irrécupérables, la plupart par incendie, et 18 démontés. Le 21 octobre 2014 malgré l'abandon officiel de l'écotaxe décidé quelques jours avant, Ecomouv répare le portique du Levroux situé sur l'A20 dans l'Indre et qui avait été incendié le 10 avril précédent. Quatorze de ces 20 portiques sont situés en Bretagne (dont celui de Pontorson pile à la limite entre Bretagne et Normandie), les 6 autres étant situés à Villedieu-les-Poëles (incendié le 8 février), Dreux (9 au 10 février), Donnery (10 avril), Levroux, donc, Cholet (1er au 2 février) et Epannes dans les Deux-Sèvres (10 avril).
Du côté des bornes, sur 130 installées, 24 ont été incendiées à 17 endroits différents, les bornes pouvant être installées en solitaire ou par paires. Les bornes incendiées sont surtout situées dans le Nord-pas-de-Calais et dans la moitié sud de la France, autour de Bordeaux, Lons-le-Saunier, Lyon et Marseille.

## Localisation
Bien qu'il n'existe pas de carte officielle des portiques, plusieurs médias ont établi ou tenté d'établir des cartes régionales, qui souvent mélangent les portiques en aluminium fixes et les bornes mobiles déplaçables. Une carte mise en ligne par le média Sud-Ouest donne les emplacements des portiques en Gironde.
Par ailleurs, le média indépendant Networkvsio.com a réussi à établir une carte nationale de l'ensemble des portiques écotaxe, en recoupant de nombreuses sources. Cette carte mise en ligne le 4 novembre 2013 distingue les portiques toujours en place et ceux qui ont été vandalisés puis démontés. Le 18 février une carte nationale des bornes (mobiles) déjà en place a été mise en ligne sur le même site. Elle distingue les bornes en place, celles qui ont été incendiées et, depuis l'été 2014, celles qui ont été démontées par les services de la DDE lorsque la réduction du réseau assujetti à l'écotaxe a été entérinée pour tenter de sauver (en vain) son entrée en vigueur. 